# Copa Suat 2008
La Copa Suat 2008 fue la primera edición de esta copa, y se disputó en su totalidad en el Estadio Centenario de Montevideo, Uruguay, en los días 2 y 4 de febrero de 2008. 
En esta edición participaron los siguientes equipos:
- Peñarol
- Nacional
- Universidad San Martín
- Tacuary

## Resultados
|  | Semifinales            | Semifinales  |       |              | Final                  | Final |  |
|  |                        |              |       |              |                        |       |  |
|  |                        |              |       |              |                        |       |  |
|  | 2 de febrero           |              |       |              |                        |       |  |
|  | Universidad San Martín | 1            |       |              |                        |       |  |
|  | Tacuary                | 0            |       |              |                        |       |  |
|  |                        |              |       |              |                        |       |  |
|  |                        |              |       |              | 4 de febrero           |       |  |
|  |                        |              |       |              | Universidad San Martín | 1 (2) |  |
|  |                        | Nacional     | 1 (4) |              |                        |       |  |
|  |                        |              |       |              |                        |       |  |
|  |                        |              |       |              |                        |       |  |
|  |                        |              |       |              | Tercer puesto          |       |  |
|  | 2 de febrero           | 2 de febrero |       | 4 de febrero | 4 de febrero           |       |  |
|  | Peñarol                | 1            |       | Tacuary      | 0 (2)                  |       |  |
|  | Nacional               | 2            |       |              | Peñarol                | 0 (4) |  |

| Uruguay          |
| Campeón Nacional |